# Ковальов Федір Гаврилович
Федір Гаврилович Ковальов (9 червня 1895, тепер Російська Федерація —  17 листопада 1961, місто Москва, тепер Російська Федерація) — радянський діяч, заступник голови Ради народних комісарів Узбецької РСР. Депутат Верховної ради СРСР 1—2-го скликань.

## Біографія
Член РСДРП(б) з 1917 року.
Служив у Червоній армії, був військовим комісаром дивізії, учасник громадянської війни в Росії.
Працював директором заводу в Москві.
21 квітня 1934 — 14 травня 1937 року — голова виконавчого комітету Октябрської районної ради міста Москви.
З 14 травня до вересня 1937 року — 1-й секретар Октябрського районного комітету ВКП(б) міста Москви.
19 вересня 1937 — травень 1940 року — 1-й заступник голови Ради народних комісарів Узбецької РСР.
26 травня 1940 — 16 вересня 1942 року — заступник народного комісара торгівлі СРСР.
У вересні 1942 — листопаді 1944 року — заступник голови Ради народних комісарів Російської РФСР.
11 листопада 1944 — 17 жовтня 1946 року — заступник голови Бюро ЦК ВКП(б) по Литві.
З 1947 року працював на відповідальних посадах у Міністерстві місцевої промисловості РРФСР, потім у Міністерстві торгівлі СРСР.
Помер 17 листопада 1961 року в місті Москві. Похований на Новодівочому цвинтарі Москви.

## Нагороди
- орден Трудового Червоного Прапора (22.01.1939)
- орден «Знак Пошани»
- медалі